# Мастур, Хашим
Хашим Мастур (араб. حكيم مستور‎; род. 15 июня 1998[…], Реджо-Эмилия, Эмилия-Романья) — марокканский футболист, полузащитник клуба «Юнион де Туарга».
В 2015 году начал играть за сборную Марокко.

## Клубная карьера
До 2012 года тренировался в академии «Реджана». Летом 2012 года был приобретён «Миланом» за 500 тыс. евро.
В 15 лет стал привлекаться к тренировкам с основной командой. 15 июня 2014 года, в день своего шестнадцатилетия, подписал с клубом свой первый профессиональный контракт, рассчитанный до 30 июня 2018 года.
Летом 2015 года арендован «Малагой», провёл один неполный матч в чемпионате Испании в сезоне 2015/16.
Летом 2016 года арендован ПЕК Зволле, провёл 6 матчей в основной команде, а также 9 матчей за команду ПЕК Зволле до 21 года (один забитый мяч и голевая передача).
Летом 2017 года вернулся в «Милан», однако не попал в заявку на сезон 2017/18, принимал участие лишь в тренировках команды, а также иногда выступал за Примаверу.
В сентябре 2018 года стал игроком греческого клуба ПАС Ламия, за который сыграл 6 матчей отметившись одной результативной передачей, прежде чем его контракт был расторгнут в марте 2019 года.
С весны 2019 года тренировался с молодёжной командой «Пармы» на условиях бессрочного просмотра.
В 2019-м году подписал контракт с клубом «Реджина» игравшим в 3-й по силе лиге Италии. В январе 2021 года перешёл на правах аренды в «Карпи 1909» отметившись в 10 матчах одним забитым мячом по ходу сезона. Вернувшись летом из аренды в 2021 году клуб расторг контракт с игроком. Хашим сыграл всего 343 минуты в 12 матчах за клуб, отметившись одной голевой передачей.
В июне 2022 года стал игроком марокканского клуба «Ренессанс Земамра» из второго дивизиона. Летом 2023 года перешёл в «Юнион де Туарга».

## Карьера в сборной
На юношеском уровне Хаким выступал за сборную Италии, однако на взрослом решил играть за сборную своей исторической родины. Его первый матч за национальную сборную Марокко состоялся 12 июня 2015 года в матче отборочного этапа Кубка Африки 2017 против национальной сборной Ливии. Он появился на поле на 90-й минуте игры и стал самым юным дебютантом в истории марокканской команды.

## Стиль игры
Среди сильных сторон игры Хашима — дриблинг и владение мячом, а также умение исполнять финты, характерные для футбольного фристайла. Среди слабых — недостаточно развитое чувство ритма игры, низкая скорость принятия решений, плохое видение поля и выносливость, не позволяющая играть 90 минут без ощутимых потерь в качестве игры.
Помимо игровых характеристик, Мастура часто критиковали за проблемы с дисциплиной и чрезмерное увлечение ведением своих профилей в социальных сетях.

## Достижения
«Ренессанс Земамра»
- Победитель Второго дивизиона Марокко: 2022/23